# Payback (2020)
Payback (2020) là một sự kiện đấu vật chuyên nghiệp pay-per-view và sự kiện WWE Network, được sản xuất bởi WWE cho thương hiệu Raw và SmackDown của họ.   Nó diễn ra ngày 30 tháng 8 năm 2020 tại Amway Center ở Orlando, Florida. Đây sẽ là sự kiện thứ sáu trong niên đại Payback và sự kiện đầu tiên được tổ chức kể từ Payback (2017). Nó sẽ có trải nghiệm xem ảo được gọi là ThunderDome.
Sự kiện có tám trận đấu, bao gồm một trong phần trước Kick-off. Trong sự kiện chính, Roman Reigns đánh bại "The Fiend" Bray Wyatt và Braun Strowman trong trận No Holds Barred Trận ba người để giành đai WWE Universal Championship. Trong các trận khác, Dominik và Rey Mysterio đánh bại Seth Rollins và Murphy, Keith Lee đánh bại Randy Orton, và Shayna Baszler và Nia Jax đánh bại Bayley và Sasha Banks để giành đai WWE Women's Tag Team Championship.

## Tổ chức